# Ereteken van de Beierse Minister-President
Het Ereteken van de Beierse Minister-President, in het Duits "Ehrenzeichen des bayerischen Ministerpräsidenten" geheten, is een moderne Beierse onderscheiding voor langdurige, men moet ten minste vijftien jaar hebben gewerkt, vrijwillige arbeid in de sociale sector zoals voor verenigingen, organisaties en stichtingen.
Het kan om culturele, sportieve en andere doelen gaan waarbij het nut van het algemeen, in het Duits omschreven als "Gemeinnützigkeit", voorop staat.
De nadruk ligt op verdiensten op plaatselijk niveau.
Het ereteken is een speld die sterk herinnert aan de in 1918 afgeschafte Orde van Verdienste van de Beierse Kroon.
Sint Anna-orde ·
Bloemenorde ·
Sint-Elisabeth-orde ·
Orde van de Fürstprängler ·
Huisridderorde van de Heilige Georg ·
Ridderlijk Gezelschap van de Heilige Georg in Franken ·
Huisridderorde van de Heilige Michaël ·
Huisridderorde van Sint-Hubertus ·
Orde van Verdienste van de Beierse Kroon ·
Orde van de Leeuw van de Palts ·
Ludwigsorde ·
Militaire Max Joseph-Orde ·
Maximiliaansorde voor Wetenschap en Kunst ·
Beierse Maximiliaansorde voor Wetenschap en Kunst ·
Orde voor de Militaire Gezondheidszorg ·
Ordre de Parfaite Amitié ·
Orde van de Rode Adelaar ·
Theresia-orde ·
Beierse Orde van Verdienste ·
Orde van Militaire Verdienste ·
Ludwigsmedaille
Zie ook: Ridderorden in Beieren · Onderscheidingen in Beieren